# Bénitier de Moncontour
Le bénitier de l'église Saint-Mathurin à Moncontour, une commune du département des Côtes-d'Armor dans la région Bretagne en France, date du XVIe siècle. Le bénitier en granite est classé monument historique au titre d'objet depuis le 24 mai 1973.